# Museu del Bàsquet Català
El Museu del Bàsquet Català és el futur museu del bàsquet que anirà a càrrec de la Federació Catalana de Bàsquet i de la Diputació de Barcelona, i que estarà ubicat a Badalona.
El 28 de juny de 2017 l'alcaldessa de Badalona, Dolors Sabater, i el president de la Federació Catalana de Basquetbol, Joan Fa, van signar l'acord perquè Badalona fos la seu del futur museu. La instal·lació, projectada inicialment al complex lúdic i esportiu del Màgic Badalona, havia d'ocupar una superfície d'uns 800 m² per al museu més uns 150 destinats a altres usos. En el mes de febrer de 2019 es va signar el conveni que projecta el definitiu museu, que finalment s'ubicarà a l'espai que va deixar la tuneladora del Metro, situat entre el Centre Cultural l'Escorxador, del barri de la Salut, i el Centre Comercial Màgic Badalona. Aquest espai, que tindrà gairebé 2.000 metres quadrats, ha de ser una realitat abans del 2023, any del centenari de la Federació Catalana de Bàsquet. Constarà d'una instal·lació interactiva en la que el 3D tindrà un paper clau, una pista de bàsquet, una secció històrica i un espai dedicat a acollir exposicions itinerants.